# Revonsaari (ö i Kajanaland)
Revonsaari är en ö i Finland. Den ligger i sjön Kivesjärvi och i kommunen Paldamo i den ekonomiska regionen  Kajana ekonomiska region  och landskapet Kajanaland, i den centrala delen av landet, 500 km norr om huvudstaden Helsingfors. Öns area är 8,4 hektar och dess största längd är 0,7 kilometer i sydöst-nordvästlig riktning.